# Qatar ExxonMobil Open 2012
Відкритий чемпіонат Катару 2012 (також відомий як Qatar ExxonMobil Open 2012 за назвою спонсора) — 20-й чоловічий тенісний турнір, який відбувся з 2 по 7 січня в місті Доха (Катар) на відкритих твердих кортах у Міжнародному центрі тенісу і сквошу Халіфа. Був одним зі змагань ATP 250 як частини Світового туру ATP 2012.

## Champions

### Одиночний розряд
Жо-Вілфрід Тсонга —  Гаель Монфіс 7–5, 6–3
- Це був перший титул Тсонги за рік і восьмий за кар'єру.

### Парний розряд
Філіп Полашек /  Лукаш Росол —  Крістофер Кас /  Філіпп Кольшрайбер 6–3, 6–4

## Учасники основної сітки в одиночному розряді

### Сіяні гравці
| Країна    | Гравець             | Рейтинг | Посіяний |
| --------- | ------------------- | ------- | -------- |
| Іспанія   | Рафаель Надаль      | 2       | 1        |
| Швейцарія | Роджер Федерер      | 3       | 2        |
| Франція   | Жо-Вілфрід Тсонга   | 6       | 3        |
| Франція   | Гаель Монфіс        | 15      | 4        |
| Сербія    | Віктор Троїцький    | 21      | 5        |
| Росія     | Алекс Богомолов мл. | 34      | 6        |
| Росія     | Михайло Южний       | 35      | 7        |
| Італія    | Андреас Сеппі       | 38      | 8        |

- Рейтинги станом на 26 грудня 2011

### Інші учасники
Нижче наведено учасників, які отримали вайлдкард на участь в основній сітці:
- Джабор Аль Мутава
- Сергій Бубка
- Малік Джазірі

Нижче наведено гравців, які пробились в основну сітку через стадію кваліфікації:
- Маттіас Бахінгер
- Деніс Ґремельмайр
- Роберто Ботіста-Ахут
- Грега Жемля

### Знялись
Нижче наведено гравців, які знялись зі змагань:
- Алекс Богомолов мл. (травма правої щиколотки)
- Роджер Федерер (травма спини)

## Учасники основної сітки в парному розряді

### Сіяні гравці
| Країна          | Гравець            | Країна          | Гравець        | Рейтинг1 | посіяний |
| --------------- | ------------------ | --------------- | -------------- | -------- | -------- |
| Велика Британія | Колін Флемінг      | Велика Британія | Росс Гатчінс   | 76       | 1        |
| США             | Джеймс Серретані   | Бельгія         | Дік Норман     | 94       | 2        |
| Італія          | Даніеле Браччалі   | Італія          | Потіто Стараче | 95       | 3        |
| Україна         | Сергій Стаховський | Росія           | Михайло Южний  | 107      | 4        |

- Рейтинги станом на 26 грудня 2011

### Інші учасники
Нижче наведено пари, які отримали вайлдкард на участь в основній сітці:
- Jabor Al Mutawa /  Mohammed Ghareeb
- Sherif Sabry /  Мохамед Сафват

### Знялись
- Алекс Богомолов мл. (травма правої щиколотки)